# Hannu Manninen
Hannu Manninen (Rovaniemi, 17 de abril de 1978) é um ex-atleta de combinado nórdico finlandês. Em sua carreira, conquistou três medalhas olímpicas, todas na prova por equipes. É também o recordista de vitórias e de pódios na Copa do Mundo de Combinado Nórdico. Aposentou-se após a temporada 2010-2011.